# Sächsischer Weinwanderweg

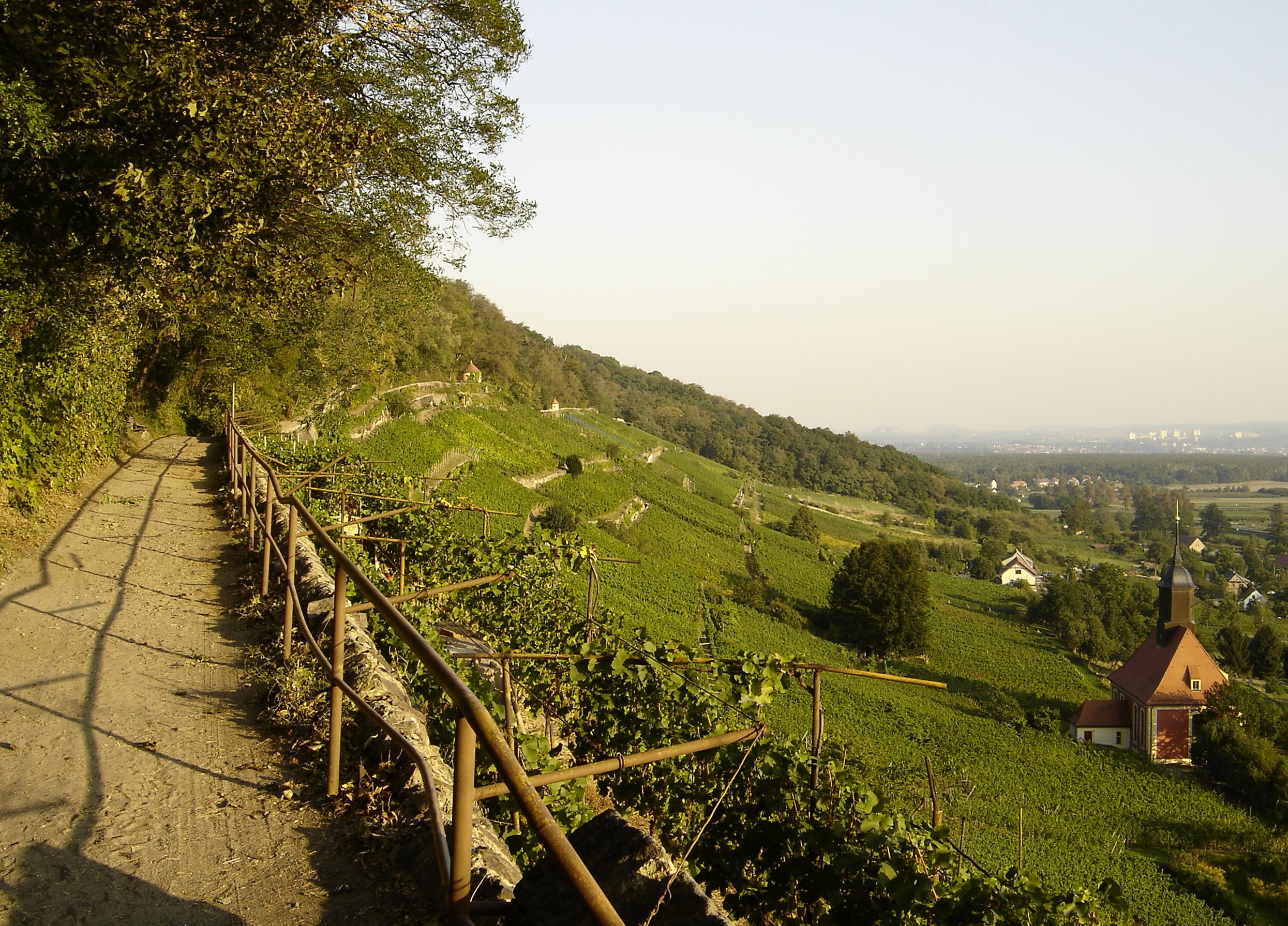
Der Wanderweg bei Pillnitz

Der Sächsische Weinwanderweg verbindet Pirna, Dresden, Radebeul, Meißen und Diesbar-Seußlitz mit einem rund 90 km langen Wanderweg durch das Elbtal und führt, ähnlich wie die Sächsische Weinstraße, zu den schönsten Aussichtspunkten und Weinkellern des sächsischen Weinbaugebietes.
Der Weg führt rechts der Elbe entlang der Weinberge, manchmal direkt am Fluss, meist jedoch in den Bergen auf halber Höhe oder entlang der Abbruchkante des Elbtals. Vorgeschlagen wird eine Erwanderung in sechs Etappen mit jeweils 15–18 km und 5 bis 6 Stunden Dauer:
- von Pirna über Jessen, Graupa, Oberpoyritz nach Dresden-Pillnitz
- von Pillnitz über Hosterwitz, Niederpoyritz, Wachwitz, Loschwitz, Neustadt, Trachenberge nach Wilder Mann
- von Wilder Mann über Trachau, Junge Heide, Boxdorf, Oberlößnitz, Niederlößnitz nach Zitzschewig
- von Zitzschewig über Coswig, Weinböhla, Niederau nach Oberau
- von Oberau über Niederau, Zaschendorf, Spaargebirge nach Meißen
- von Meißen über Proschwitz, Winkwitz, Rottewitz, Zadel, Golk, Löbsal nach Diesbar-Seußlitz